# Svitac (pesma)
„Svitac“ je pesma koju je napisao Dobrica Erić. Nastala je 1975. i tada i objavljena. Pesma je lirskog roda i rodoljubive prirode. Svitac je simbol unutrašnje svetlosti, lepote, duhovnosti ali i inspiracije, nade, ideja.

## Analiza dela
Dobrica Erić je slikar prirode, sela, detinjstva i ljubavi. U njegovim pesmama se često spajaju priroda i zavičaj, koji je praosnova njegovih gledanja, nadanja. Tako ga i u pesmi Čudesni svitac nadahnjuje zavičaj. On peva o neobičnom i tajanstvenom svicu koji se negde noću šćućuri, takmiči sa zvezdama i svetli. Prva strofa pesme Čudesni svitac počinje prikazom tihe letnje večeri koju "zapali polja svitaca roj". Pesnik se obraća čitaocu i zna da i među svicima treperi onaj koji je njegov. On želi da u roju svitaca svako nađe najvećeg i najsjajnijeg koji će biti samo njegov, ali sumnja da će ikad moći da pruži prst i kaže - taj je. Jer, svitac je za mnoge nevidljiv i pesnik poručuje: "Možda ti baš sada prođe kraj lica misleći da je suncokret žut.